# Polystichum rhizophorum
Polystichum rhizophorum là một loài thực vật có mạch trong họ Dryopteridaceae. Loài này được (Jenman) Maxon miêu tả khoa học đầu tiên năm 1909.